# IC 2689
IC 2689 је спирална галаксија у сазвјежђу Лав која се налази на листи објеката дубоког неба у Индекс каталогу.
Деклинација објекта је + 12° 57' 39" а ректасцензија 11h 17m 19,7s. Привидна величина (магнитуда) објекта IC 2689 износи 15,2 а фотографска магнитуда 16,0.